# لوئیس جوزف گوتیه، د لا ورندری
لوئیس جوزف گوتیه، د لا ورندری (۹ نوامبر ۱۷۱۷–۱۵ نوامبر ۱۷۶۱) یک بازرگان و کاوشگر خز فرانسوی کانادایی بود. او، سه برادرش و پدرش پیر لا ونندری، تجارت و اکتشاف غرب را به دریاچه‌های بزرگ سوق دادند. وی به همراه برادرش و دو همکارش تصور می‌شود اولین اروپایی‌هایی هستند که از دشت‌های بزرگ شمال عبور کرده و کوه‌های راکی را در وایومینگ کشف کردند.
لوئیس-جوزف ورندری در کبک متولد شد. وی در سال ۱۷۳۵ به شغل خانوادگی‌شان پیوست و با پدرش مونترال را ترک کرده و به سمت غرب و فورت سنت چارلز در دریاچه وودز حرکت کردند. وی در تأسیس مجدد فورت مورپاس در ۱۷۳۶ و ساختن فورت لا راین در ۱۷۳۸ مشارکت داشت. او و پدرش در همان سال به منظور بازدید از آمریکایی‌های بومی ماندان در امتداد رودخانه میسوری در داکوتای شمالی از فورت لا راین سفر کردند. در سال ۱۷۳۹ و ۱۷۴۰، وی از فورت لا راین به شمال رفته و در دریاچه وینیپگ و رودخانه ساسکاچوان را تا آنجا که مساحت امروزی لو په قرار دارد، کاوش کرده‌است.